# قرار مجلس الأمن التابع للأمم المتحدة رقم 1877
قرار مجلس الأمن التابع للأمم المتحدة رقم 1877 المتخذ بالإجماع في 7 يوليو 2009.

## القرار
حث مجلس الأمن المحكمة الجنائية الدولية ليوغوسلافيا السابقة على اتخاذ جميع التدابير الممكنة لإنجاز أعمالها على وجه السرعة، ومدد مجلس الأمن فترة عمل 11 قاضيا دائما حتى 31 كانون الأول / ديسمبر 2010، أو حتى الانتهاء من القضايا التي كانوا فيها أو يتم تعيينهم فيها إذا كان ذلك عاجلاً.
وباعتماد القرار 1877 (2009)، الذي قدمته النمسا بالإجماع، بموجب الفصل السابع من ميثاق الأمم المتحدة، مدد المجلس حتى نفس التاريخ فترة عمل 19 قاضيا مخصصا.
وقرر المجلس كذلك أنه بناء على طلب رئيس المحكمة، يجوز للأمين العام للأمم المتحدة تعيين قضاة مخصصين إضافيين من أجل استكمال المحاكمات القائمة أو إجراء محاكمات إضافية.
وأعرب المجلس عن توقعه في أن يسهم تمديد فترة عمل القضاة في تنفيذ إستراتيجية الإنجاز للمحكمة، فقرر أن يستعرض بحلول 31 كانون الأول / ديسمبر 2009 تمديد فترة عمل القضاة الدائمين من أعضاء دائرة الاستئناف.
المحكمة الجنائية الدولية ليوغوسلافيا السابقة، التي تأسست عام 1993، هي محكمة قانونية تابعة للأمم المتحدة تتعامل مع جرائم الحرب التي وقعت خلال النزاعات في البلقان في التسعينيات.
في 4 حزيران / يونيو، استمع المجلس إلى عدة إحاطات من مسؤولي المحكمة، بما في ذلك القاضي باتريك روبنسون، رئيس المحكمة، وسيرج براميرتز، رئيس هيئة الادعاء، وتوماس ماير هارتنغ من النمسا، رئيس الفريق العامل غير الرسمي التابع للمجلس بشأن المحكمة والمحكمة الجنائية الدولية لرواندا.